# Sars-le-Bois
Sars-le-Bois é uma comuna francesa na região administrativa de Altos da França, no departamento de Pas-de-Calais. Estende-se por uma área de 2,39 km². Em 2010 a comuna tinha 81 habitantes (densidade: 33,9 hab./km²).